# Wyrostek wnęki

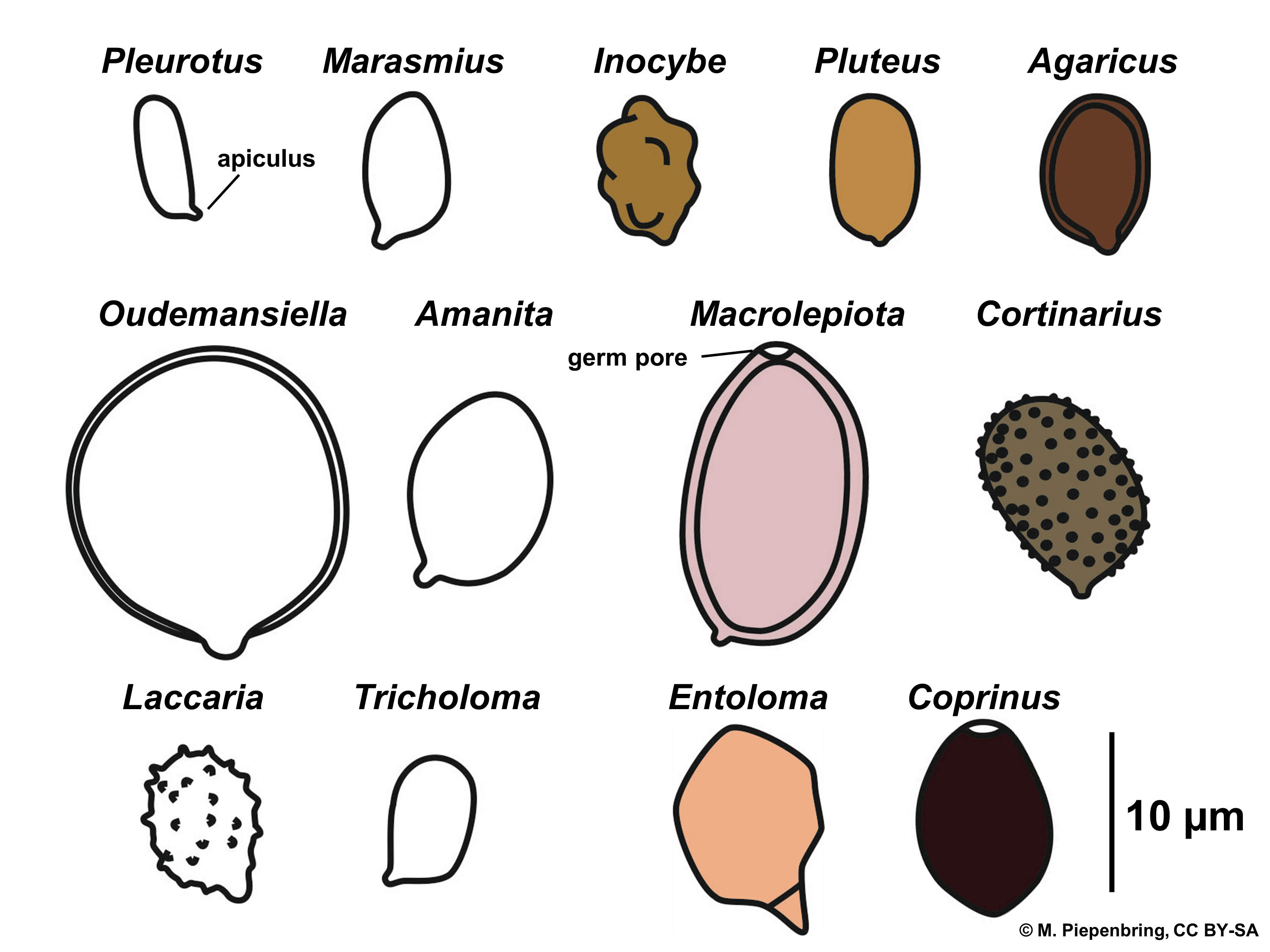
Bazydiospory z wyrostkami wnękowymi u niektórych rodzajów podstawczaków

Wyrostek wnęki (łac. apiculus, hilar appendage) – krótki występ na końcu płciowego zarodnika grzybów (bazydiospory). Znajduje się w miejscu, gdzie bazydiospora przyczepiona była do sterygmy. Wyrostek wnęki wraz z wnęką zarodnika (hilum) znajdują się zwykle na przeciwległym końcu pory rostkowej (germ pore). W mikroskopie optycznym wygląda zazwyczaj jak wyrostek w kształcie prostych lub zakrzywionych szczypiec. Jego występowanie powoduje, że bazydiospora ma niesymetryczną budowę z wyraźnie określonymi końcami. Obecność wyrostka wnęki i jego morfologia jest istotna przy identyfikacji niektórych gatunków grzybów i ich taksonomii.